# 汉堡足球协会
汉堡足球协会（德語：Hamburger Fußball-Verband，简称汉堡足协(HFV)）成立于1947年2月1日，是德國汉堡及周边地区495个足球俱乐部、186,717位注册球员和3,255支参赛球队的伞式组织。因此，它是德国足球协会辖下21个州级协会中规模最小的成员，尽管其范围还包括了与汉堡接壤的平讷贝格县全境。此外，在施托尔曼县和劳恩堡县南部以及塞格贝格县的一些俱乐部也在汉堡注册。直至数十年前，尚有大量来自下萨克森州的俱乐部从属于汉堡足协，但它们多数已逐渐转移回下萨克森足协，仅余布克斯特胡德和布赫霍尔茨08仍作为下萨克森的会员俱乐部留在汉堡足协。
汉堡足协也是北德足球协会的成員之一，后者作为德国的五大地区级协会，其成员还包括不来梅、下萨克森和石勒苏益格-荷尔斯泰因州级足协。然而汉堡足协的建制与相邻的石荷足协和下萨克森足协不同，它不再下设行政区或县级足协。但是却拥有行政区级裁判委员会（阿尔斯特、贝格多夫、哈尔堡、北区、东区、平讷贝格、下易北以及瓦尔德多费尔）。